# هيئة دبلوماسية
هيئة دبلوماسية هو مسلسل إثارة سياسية تلفزيوني أمريكي من تأليف ديبورا كاهن. تم عرضه لأول مرة على نتفليكس في 20 أبريل 2023. في مايو 2023، تم تجديده لموسم ثانٍ، تم إصداره في 31 أكتوبر 2024. تم ترشيح كيري رسل لجائزة نقابة ممثلي الشاشة وجائزة غولدن غلوب لأفضل ممثلة في مسلسل درامي وجائزة إيمي برايم تايم لأفضل ممثلة رئيسية في مسلسل درامي في حفل توزيع جوائز الإيمي برايم تايم الخامس والسبعون]. في أكتوبر 2024، تم تجديد المسلسل لموسم ثالث.

## نبذة
تدور أحداث المسلسل حول كيت وايلر، السفيرة الجديدة للولايات المتحدة في المملكة المتحدة، وهي تساعد في نزع فتيل أزمة دولية، وتشكيل تحالفات استراتيجية، والتكيف مع مكانتها الجديدة في دائرة الضوء. كما تدير زواجها المتدهور من زميلها الدبلوماسي هال وايلر.

## طاقم التمثيل

### Main

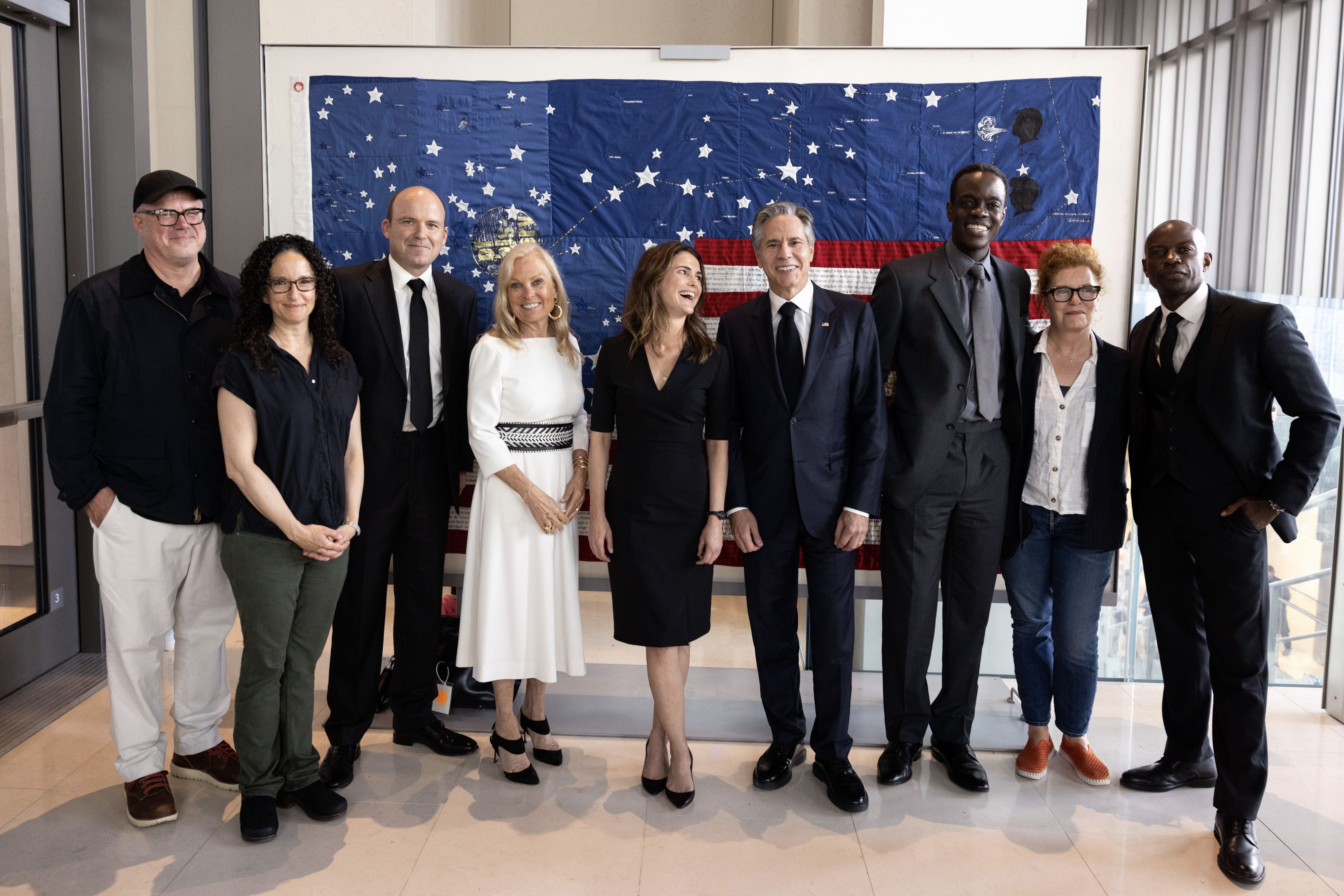
التقى وزير الخارجية الأمريكي أنتوني بلينكن مع فريق عمل ومنتجي المسلسل في السفارة الأمريكية في لندن.

- كيري رسل
- روفوس سيويل
- ديفيد غياسي
- علي آن
- روري كينير
- أتو إساندوه

## روابط خارجية
- هيئة دبلوماسية على نتفليكس (الاشتراك مطلوب)
- هيئة دبلوماسية  على قاعدة بيانات الأفلام على الإنترنت (بالإنجليزية).